# XDI
XDI (XRI Data Interchange) - usługa dla systemu podziału danych umożliwiająca łączenie i synchronizowanie danych w Internecie i innych sieciach używających  dokumentów XML.  Protokół XDI jest standardem rozwijanym pod patronatem OASIS (XDI Technical Committee).
Celem XDI jest umożliwienie odczytania danych w postaci stron WWW. Możliwe jest to poprzez  identyfikacje, opis, łączenie i synchronizacje danych odczytywanych komputerowo. Jednocześnie XDI dzięki metodzie link contract umożliwia  kontrole nad bezpieczeństwem, prywatnością i prawami  podziału danych, aby wyrazić je w standardowym odczytywanym komputerowo formacie. 
To podejście do globalnego systemu podziału danych jest modelem stworzonym na podstawie realnych mechanizmów  kontraktów społecznych i prawnych, które obowiązują ludzi i organizacje w cywilizowanym obecnie świecie. Może to rozwinąć nowe pojęcie tzw. Wirtualne Prawa, które oparte są na tzw. "wirtualnej tożsamości" i podstawowym prawie mówiącym o "posiadaniu lub nie wirtualnej tożsamości".